# احمد کاوری
احمد کاوَری (زادهٔ ۱۳۴۴ در عراق) کارگردان و بازیگر تئاتر، سینما و تلویزیون است که فعالیت هنری خود را در سال ۱۳۶۴ با تئاتر آغاز کرد.
 او تا سال ۱۳۷۰ چند مستند کوتاه از جمله دار عاشقان و دایره معیوب را کارگردانی نمود. در نگارش فیلم نامه‌های مردی از جنس بلور و قاصدک همکاری داشته است و با بازی در چند فیلم نظیر ارتفاع پست بازیگری را نیز تجربه نموده است.

## فیلمشناسی
سینمایی
- نفوذی (فیلم ۱۳۸۷) (نویسنده و کارگردان)
- خودزنی (۱۳۹۰) (نویسنده و کارگردان)
- سگ‌های زرد (فیلم ۱۳۹۶) (نویسنده) اکران نشده
- اعتراف با دور تند (فیلم ۱۳۹۶) (نویسنده و کارگردان) اکران نشده
- ژن خوک (۱۳۹۷) (نویسنده)
- گربه سیاه (۱۳۹۸) (بازیگر)

تلویزیونی
- مهمان کشی(۱۴۰۴)
- بچه‌مهندس - فصل ۴ (۱۴۰۰)
- شرم (۱۳۹۹)
- وارش (۱۳۹۸)
- بیدارباش
- خواب بلند
- زیر یک سقف (تله فیلم)
- شکر تلخ
- دیگری
- سجل (تله فیلم)
- خسیس (تله فیلم)
- حکم جلب (تله فیلم)
- بوسه برخاک (تله فیلم)
- دشت آزادگان (سریال- مستند بازسازی)
- دختر گمشده (سریال_داستانی)

### بازیگر
سینمایی
- شماره ۱۰ (۱۴۰۱)
- گربه سیاه (۱۳۹۸)
- اعتراف با دور تند (۱۳۹۶)
- ماهورا (۱۳۹۵)
- جشن تولد (۱۳۹۴)
- رنج و سرمستی (۱۳۹۲)
- زادبوم (۱۳۸۷)
- اتوبوس شب (۱۳۸۵)
- مرزی برای زندگی (۱۳۸۳)
- شب کایت‌ها (۱۳۸۲)
- ارتفاع پست (۱۳۸۰)
- انتظار (۱۳۷۹)
- سفر سرخ (۱۳۷۹)

تلویزیونی

۱۳۷۸ کاشانه (قاسم جعفری)
- ۱۳۷۸ کژدم ۳۳ (مهدی شمسایی)
- ۱۳۷۹ پروانه‌ها می‌نویسند (محمد نوری زاد)
- ۱۳۷۹ همسفر (قاسم جعفری)
- ۱۳۸۰ تب (عباس مرادیان، مصطفی پورحامدی)
- ۱۳۸۱ اشغال (عبدالله باکیده)
- ۱۳۸۳ سرود خاک (جواد مزد آبادی)
- ۱۳۸۴ بچه‌های هور (عبدالله باکیده)
- ۱۳۸۵ آدمخوار (جواد مزد آبادی)
- ۱۳۸۵ خون‌بها (جواد مزد آبادی)
- ۱۳۸۶ دریا در غربت (سید رحیم حسینی)
- ۱۴۰۰ باب المراد
- ۱۴۰۱ نجلا ۲ (خیرالله تقیانی پور)
- ۱۴۰۳ تانک خورها
- ۱۴۰۳ آخرین دیدار

### سایر سمت‌ها
- پیک نیک در میدان جنگ (۱۳۸۳)
- شب کایت‌ها (۱۳۸۲ برنامه‌ریز و دستیار کارگردان)
- انتظار (۱۳۷۹ برنامه‌ریز و دستیار کارگردان)
- آتش و شبنم
- آفتاب و زمین
- مردی از جنس بلور (دستیار کارگردان)
- قاصدک (دستیار کارگردان)
- پیک نیک در میدان جنگ (دستیار کارگردان)

## جوایز
- دیپلم افتخار بهترین کارگردانی فیلم از بخش نگاه نو برای فیلم سینمایی نفوذی (مشترک با مهدی فیوضی) از بیست و هشتمین دوره جشنواره بین‌المللی فیلم فجر (۱۳۸۸)[۴][۵]
- دیپلم افتخار بهترین نویسندگی برای فیلم‌نامه نفوذی (مشترک با داود امیریان) از بخش نگاه نو بیست و هشتمین دوره جشنواره بین‌المللی فیلم فجر (۱۳۸۸)[۶]
- کاندید سیمرغ بهترین فیلم‌نامه برای فیلم‌نامه نفوذی از بیست و هشتمین دوره جشنواره بین‌المللی فیلم فجر (۱۳۸۸)